# O Musical Mamonas
O Musical Mamonas é um musical com direção de José Possi Neto que conta a trajetória da banda de rock cômico Mamonas Assassinas.
A peça, que teve sua estreia em março de 2016, foi indicada a vários prêmios, sendo premiada pelo “Guia da Folha” como melhor espetáculo musical de 2016.

## Recepção
| Críticas profissionais | Críticas profissionais |
| Avaliações da crítica  | Avaliações da crítica  |
| Fonte                  | Avaliação              |
| ---------------------- | ---------------------- |
| Veja São Paulo         | [ 2 ]                  |
| UOL                    | [ 3 ]                  |

Dirceu Alves Jr., da revista Veja São Paulo, deu nota 1 de 5 ao espetáculo, afirmando que o seu pecado foi imaginar que a curta história do Mamonas pudesse sustentar um espetáculo. Desta forma, ele diz: "a dramaturgia de Walter Daguerre supervaloriza a curta história profissional do grupo, contada de forma linear em uma sequência de cenas arrastadas que totalizam quase três horas de duração", mas defende o elenco que, no seu entender, "tem carisma para segurar o espírito irreverente do conjunto nessas interpretações".
Já Renato Mello, do Botequim Cultural, não deu uma nota, mas teceu críticas positivas ao espetáculo, entendendo que "O Musical Mamonas não se pretende levar a sério nos moldes do classicismo musical. Sua proposta é simplesmente deixar uma lembrança alegre e carinhosa de uma das mais carismáticas bandas da década de 90. Analisando por essa ótica, seu resultado final é bastante positivo". Miguel Arcanjo Prado, do UOL, também aprovou o espetáculo. Segundo ele, "O Musical Mamonas é um espetáculo que dialoga de forma intensa com a realidade que o gerou, chegando perto daquela adorável irreverência dos Mamonas Assassinas. Diante do musical, e da real presença dos atores, dá saudade daqueles meninos de Guarulhos".

### Prêmios e indicações
| Ano  | Prêmio                       | Categoria                                | Indicação           | Resultado | Ref.        |
| ---- | ---------------------------- | ---------------------------------------- | ------------------- | --------- | ----------- |
| 2016 | Prêmio "Guia da Folha"       | Melhor Espetáculo Musical (voto popular) |                     | Venceu    | [ 5 ] [ 6 ] |
| 2016 | Prêmio Bibi Ferreira         | Melhor Ator Coadjuvante                  | Patrick Amstalden   | Venceu    | [ 7 ]       |
| 2016 | Prêmio Bibi Ferreira         | Melhor Ator Revelação                    | Ruy Brissac (Dinho) | Venceu    | [ 7 ] [ 1 ] |
| 2016 | Prêmio Arte Qualidade Brasil | Melhor Ator de Teatro Musical            | Ruy Brissac (Dinho) | Venceu    | [ 8 ] [ 1 ] |

## Datas
| Data                    | Cidade         | Local                                  |
| ----------------------- | -------------- | -------------------------------------- |
| Primeira temporada      |                |                                        |
| 2 de setembro de 2016   | Belo Horizonte | Grande Teatro do SESC Palladium        |
| 3 de setembro de 2016   | Belo Horizonte | Grande Teatro do SESC Palladium        |
| 4 de setembro de 2016   | Belo Horizonte | Grande Teatro do SESC Palladium        |
| 9 de setembro de 2016   | Fortaleza      | Cineteatro São Luiz                    |
| 10 de setembro de 2016  | Fortaleza      | Cineteatro São Luiz                    |
| 11 de setembro de 2016  | Fortaleza      | Cineteatro São Luiz                    |
| 17 de setembro de 2016  | Porto Alegre   | Teatro do SESI                         |
| 8 de outubro de 2016    | Salvador       | Concha Acústica do Teatro Castro Alves |
| 15 de outubro de 2016   | Brasília       | Centro de Convenções Ulysses Guimarães |
| 28 de outubro de 2016   | Ribeirão Preto | Theatro Pedro II                       |
| 29 de outubro de 2016   | Ribeirão Preto | Theatro Pedro II                       |
| 3 de fevereiro de 2017  | Goiânia        | Teatro SESI                            |
| 4 de fevereiro de 2017  | Goiânia        | Teatro SESI                            |
| 5 de fevereiro de 2017  | Goiânia        | Teatro SESI                            |
| 11 de fevereiro de 2017 | São Luís       | Multicenter SEBRAE                     |
| 12 de fevereiro de 2017 | São Luís       | Multicenter SEBRAE                     |
| 11 de março de 2017     | Natal          | Teatro Riachuelo                       |
| 12 de março de 2017     | Natal          | Teatro Riachuelo                       |
| 18 de março de 2017     | Olinda         | Teatro Guararapes                      |
| 19 de março de 2017     | Olinda         | Teatro Guararapes                      |
| 24 de março de 2017     | Maceió         | Teatro Gustavo Leite                   |
| 25 de março de 2017     | Maceió         | Teatro Gustavo Leite                   |
| 26 de março de 2017     | Maceió         | Teatro Gustavo Leite                   |
| 31 de março de 2017     | João Pessoa    | Teatro Pedra do Reino                  |
| 8 de abril de 2017      | Aracaju        | Teatro Tobias Barreto                  |
| 9 de abril de 2017      | Aracaju        | Teatro Tobias Barreto                  |
| 12 de maio de 2017      | Vitória        | Teatro Universitário da UFES           |
| 13 de maio de 2017      | Vitória        | Teatro Universitário da UFES           |
| 14 de maio de 2017      | Vitória        | Teatro Universitário da UFES           |
| 19 de maio de 2017      | Fortaleza      | Theatro Via Sul                        |
| 20 de maio de 2017      | Fortaleza      | Theatro Via Sul                        |
| 21 de maio de 2017      | Fortaleza      | Theatro Via Sul                        |
| 3 de junho de 2017      | Belo Horizonte | Grande Teatro do SESC Palladium        |
| 4 de junho de 2017      | Belo Horizonte | Grande Teatro do SESC Palladium        |
| Segunda temporada       |                |                                        |
| 23 de junho de 2018     | Uberlândia     | Teatro Municipal Oscar Niemeyer        |
| 24 de junho de 2018     | Uberlândia     | Teatro Municipal Oscar Niemeyer        |
| 25 de junho de 2018     | Uberlândia     | Teatro Municipal Oscar Niemeyer        |
| 7 de julho de 2018      | Salvador       | Parque da Cidade Joventino Silva       |
| 13 de julho de 2018     | Maceió         | Teatro Gustavo Leite                   |
| 14 de julho de 2018     | Maceió         | Teatro Gustavo Leite                   |
| 21 de julho de 2018     | Natal          | Teatro Riachuelo                       |
| 22 de julho de 2018     | Natal          | Teatro Riachuelo                       |
| 28 de julho de 2018     | Recife         | Teatro RioMar                          |
| 29 de julho de 2018     | Recife         | Teatro RioMar                          |
| 3 de agosto de 2018     | Palmas         | Theatro Fernanda Montenegro            |
| 4 de agosto de 2018     | Palmas         | Theatro Fernanda Montenegro            |
| 5 de agosto de 2018     | Palmas         | Theatro Fernanda Montenegro            |
| 11 de agosto de 2018    | Brasília       | Centro Cultural Banco do Brasil        |

## Ficha técnica
- Texto - Walter Daguerre
- Direção Geral - José Possi Neto
- Direção Musical – Miguel Briamonte
- Coreografia – Vanessa Guillen
- Cenário – Nello Marrese
- Figurinos – Fabio Namatame
- Designer de Maquiagem e Cabelo – Anderson Bueno
- Designer de Luz – Wagner Freire
- Designer de som – Gabriel D’Angelo
- Produtores - Rose Dalney, Márcio Sam e Túlio Rivadávia
- Elenco – Ruy Brissac - Dinho, Arthur Ienzura - Sérgio Reoli, Yudi Tamashiro - Bento Hinoto, Elcio Bonazzi - Samuel Reoli, Adriano Tunes - Júlio Rasec